# George B. Francis
George Blinn Francis (* 12. August 1883 in Cranston (heute Teil von Providence), Rhode Island; † 20. Mai 1967 in Boca Raton, Florida) war ein US-amerikanischer Jurist und Politiker. Zwischen 1917 und 1919 vertrat er den Bundesstaat New York im US-Repräsentantenhaus.

## Werdegang
George Blinn Francis besuchte die University School in Providence. Er graduierte 1904 an der Brown University in Providence und 1907 an der rechtswissenschaftlichen Fakultät der Harvard University. Seine Zulassung als Anwalt erhielt er 1907 und begann dann in New York City zu praktizieren. Politisch gehörte er der Republikanischen Partei an.
Bei den Kongresswahlen des Jahres 1916 für den 65. Kongress wurde Francis im 18. Wahlbezirk von New York in das US-Repräsentantenhaus in Washington, D.C. gewählt, wo er am 4. März 1917 die Nachfolge von Thomas G. Patten antrat. Da er auf eine erneute Kandidatur im Jahr 1918 verzichtete, schied er nach dem 3. März 1919 aus dem Kongress aus.
Nach seiner Kongresszeit ging er in New York City wieder seiner Tätigkeit als Anwalt nach. Er war dann in den Jahren 1926 und 1927 Special Assistant United States Attorney in Minnesota. Man wählte ihn in den Board of Water Commissioners in Tarrytown, wo er als Präsident diente. Im Oktober 1953 ging er in den Ruhestand und lebte dann in Delray Beach (Florida). Am 20. Mai 1967 verstarb er in Boca Raton. Sein Leichnam wurde auf dem Green-Wood Cemetery in Brooklyn beigesetzt.